# Харківський національний академічний театр опери та балету імені Миколи Лисенка
Харківський національний академічний театр опери та балету імені М. В. Лисенка — перший український стаціонарний оперний театр.
Первісна назва — Українська Державна Столична Опера. З 1931 театр іменувався Харківським театром опери і балету, у 1934 отримав статус академічного, з того ж часу широко відомий під абревіатурою ХАТОБ. 1944 року театру було надано ім'я Миколи Лисенка. В 2010 отримав статус національного.
У репертуарі театру 65 оперних і балетних постановок. До театральної трупи входять понад 300 артистів.

## Історія

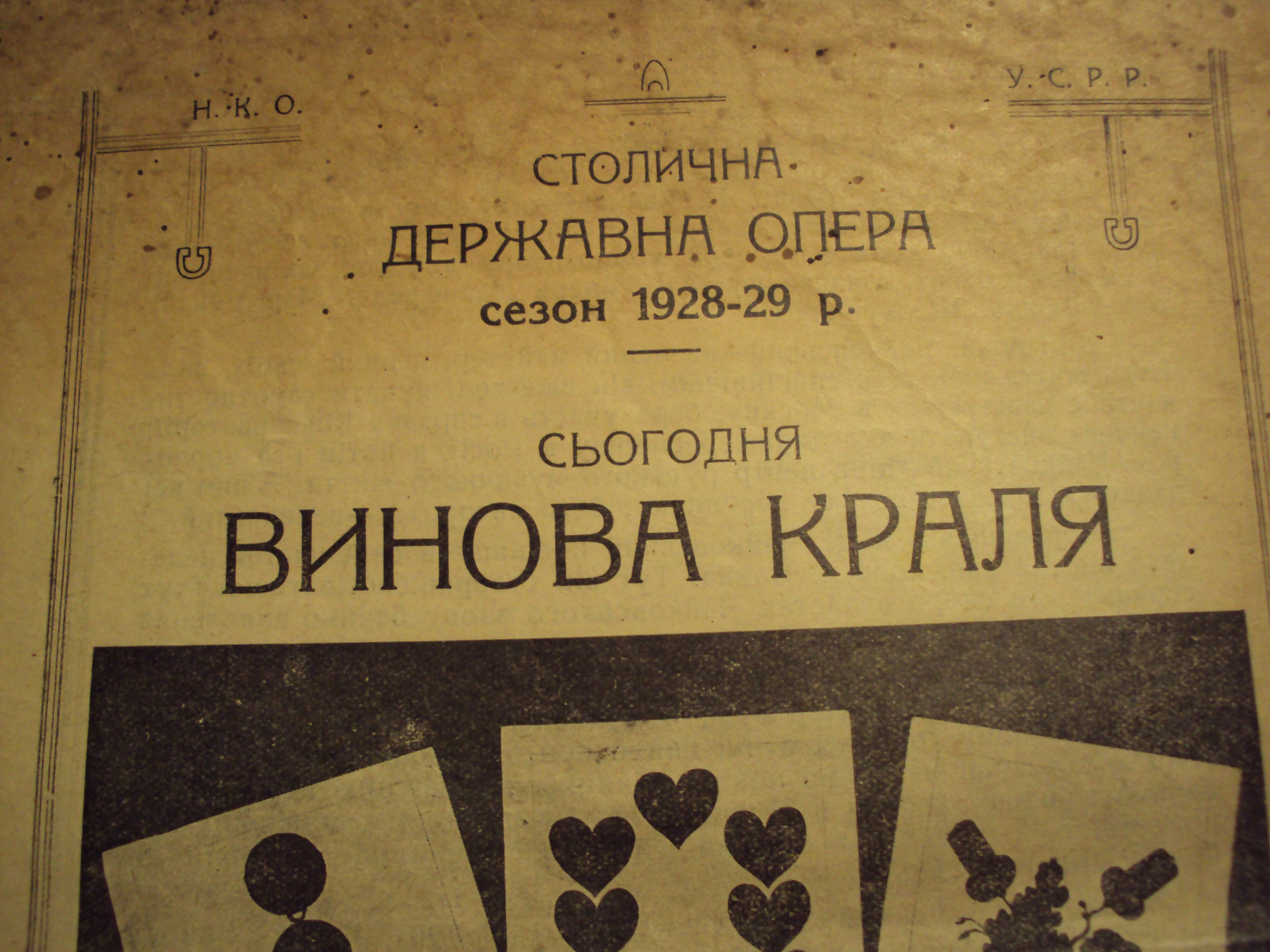
Програма Державної столичної опери «Винова краля» (Пікова дама). Сезон 1928-29 рр. (фотокопія DKM med з архіву родини Милославських)

Постав 1925 як Українська Державна Столична Опера, на базі постійної в Харкові оперної антрепризи (з 1880), за існування якої 1883 і 1885 вперше в Україні поставлено українські опери «Різдвяна ніч» і «Утоплена» Миколи Лисенка; з 1918 Народна Опера, з 1920 Російська Державна Опера.
1930 року з 9 березня до 19 квітня 1930 у приміщенні Харківської опери відбувся так званий Процес Спілки визволення України, на якому було засуджено до ув'язнення 45 представників української інтелігенції. Пізніше ці люди були засуджені повторно, більшість з них розстріляно.
До 1934 в театрі поставлено 32 опери й 11 балетів, у тому числі: «Золотий обруч» Б. Лятошинського, «Кармелюк» В. Костенка, «Купало» А. Вахнянина, «Тарас Бульба» М. Лисенка, «Яблуневий полон» О. Чишка, а також «Русалку» О. Даргомижського та «Князя Ігоря» О. Бородіна; з балетів — «Ференджі» Б. Яновського та «Пан Каньовський» М. Вериківського, в якому балетмайстер В. Литвиненко вперше поєднав елементи класичного з елементами українського народного танку. Були поставлені численні опери світового і рос. репертуару, м. ін. «Намисто Мадонни» Е. Вольф-Ферарі та «Принцеса Турандот» Дж. Пуччіні. За 1934 — 41 pp. відновлено вистави «Запорожця за Дунаєм» С. Гулака-Артемовського та «Наталки Полтавки» М. Лисенка; найкращою виставою з світової класики були «Гуґеноти» Д. Меєрбера.
У 1941 — 45 театр працював у Читі, згодом у Іркутську разом з Київською оперою. Після 1945 в репертуарі театру: опери М. Варшавського «Наймичка», К. Данькевича «Богдан Хмельницький» і «Назар Стодоля» та М. Карминського «Буковинці»; з балетів «Данко», «Таврія», «Міщанин з Тоскани», «Весняна казка» В. Нахабіна, «Лілея» К. Данькевича та численна класика.
1960 року театр нагороджено Орденом Трудового Червоного Прапора.
У 1970-их роках кількість українських опер і балетів в репертуарі мінімальна: нова вистава «Тараса Бульби» (режисер В. Скляренко, оформлення за А. Петрицьким), з балетів — «Лісова пісня» М. Скорульського (1970, 1980), «Камінний Господар» Віталія Губаренка (1972 і 1974).
«…Ураховуючи вагомий внесок Харківського державного академічного театру опери та балету імені М. В. Лисенка у справу національного духовного відродження та з метою підтримки і розвитку українського музичного мистецтва…» згідно з Указом Президента України «Про надання Харківському державному академічному театру опери та балету імені М. В. Лисенка статусу національного» від 23 лютого 2010 р. № 218/2010 театру надано статус національного і надалі іменовано — Харківський національний академічний театр опери та балету імені М. В. Лисенка.
Восени 2018 року театр відкрив новий сезон під новим брендом «Схід Опера», який має оновити сприйняття театру і запустити ідею розвитку театру європейського зразка, орієнтованого не лише на класичний репертуар, а й на сучасні та експериментальні постановки.
З 2019 року ХНАТОБ став членом «Європейської оперної асоціації» — Opera Europe — договір про співпрацю 22 січня підписали директор OperaEurope Ніколас Пейн та генеральний директор — художній керівник ХНАТОБ Олег Оріщенко.

## Приміщення

### Стара будівля
Будинок по вул. Римарській, 21 був побудований у 1829 р. невідомим архітектором. В 1855 році його придбав підприємець Зарудний і реконструював для показу вистав. Потім будівля перейшла у власність комерційного клубу і в 1884–1885 роках була капітально реконструйована для оперного театру (архітектор Б. Г. Михаловський). З боку саду прибудували сценічну частину, зал для глядачів оформили в стилі французького ренесансу з використанням мотивів одного з парадних залів палацу Тюїльрі в Парижі. Уздовж стін залу — спарені канелюровані колони Коринфського ордера з антаблементом на пристінках. Над кожною парою колон поміщені жіночі скульптури із крильми, що підтримують балкон верхнього ярусу. Борти балкону й лож бенуара прикрашені декоративним ліпленням. Під стелею в медальйонах розміщений барельєфні портрети великих композиторів. Проміжний ярус лож бельєтажа був убудований на початку XX століття, щоб збільшити місткість залу. Це порушило цілісність первісної композиції. На початку 1930-х років до будинку з північної сторони був прибудований новий вестибюль з гардеробом, гладкий плафон залу для глядачів замінений на кесонований (архітектор В. К. Троценко). В 1938 г. фасад театру набув рис російського класицизму (архітектор В. Н. Петі). В 1947 році інтер'єри були реставровані (архітектор В. И. Пушкарев).

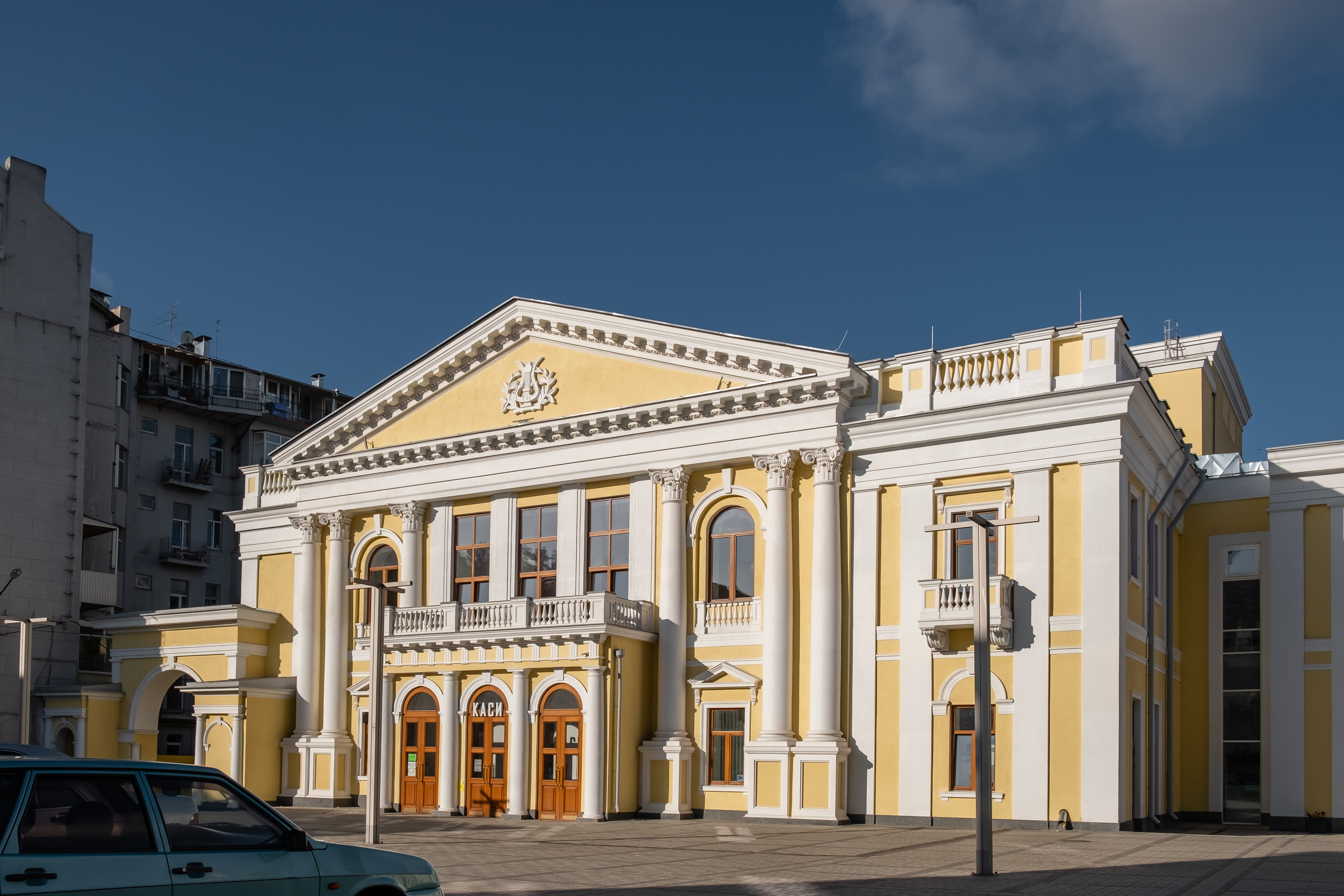
Харківська обласна філармонія

Зараз в цій будівлі розташована Харківська обласна філармонія.

### Нова будівля
Починаючи із сезону 1991–1992 років театр працює в новому будинку модерністської архітектури, розташованому по вулиці Сумській, 25. Будинок був побудований в 1970–1990 роках за проектом київських архітекторів С. Н. Миргородського, В. Д. Єлізарова, Н. В. Чуприни й Р. М. Гупала. На його місці знаходилася ротонда з балюстрадою, підземний пульт управління штабу цивільної оборони й молочний технікум.
Архітектура будинку побудована на контрасті великої нависаючої «плити» двох верхніх поверхів і складної пластики вхідних вестибюлів, фоє й інших приміщень нижніх поверхів. Театр має два зали для глядачів: великий на 1500 і малий на 400 місць. Вхід у касову залу прикрашає декоративна композиція «Музика М. Лисенка» (скульптор С. Ястребов). Будинок облицьований артікським туфом. Будинок спочиває на шести стовпах розміром 3 на 6 м і перекривається металевими балками прольотом 100 м і масою 100 т. У підземній частині розташований гараж. У 2007 році фонтани перед будинком театру було реконструйовано, і простір перед театром отримав назву «Площа фонтанів». За величезні розміри будинку в народі театр прозвали «авіаносцем».
З 2012 року частину приміщення театру, а саме — малий зал, театр віддав у комунальну власність міста. У свою чергу комунальне підприємство «Театрально-концертний центр» здає приміщення в оренду приватним особам, в тому числі для проведення розважальних заходів, дискотек тощо. Проведення дискотек у свою чергу призводить до ситуацій, коли шум подій малої сцени заважає роботі на великій сцені театру. Вперше ця обставина була висвітлена в ЗМІ 7 грудня 2017, коли дискотека відбувалася безпосередньо під час проведення оперного спектаклю, в якому брала участь Людмила Монастирська..
Наприкінці лютого 2019 року Харківська обласна рада не підтримала проект рішення про прийняття в обласну комунальну власність частину майнового комплексу Харківського національного театру опери та балету імені М. В. Лисенка, яка належить державі. Також проти цього рішення виступило керівництво театру та міністр культури України Євген Нищук. При цьому керівництво театру буде домагатися відновлення майнового комплексу будівлі у державну власність.
Будівля театру постраждала в ході російського вторгнення 12 березня 2022 року. Внаслідок обстрілів було пошкоджене скло у вікнах та дверях.

## Колектив
Директором театру з 2023 року є Ігор Тулузов. Його попередником з 2013 по 2023 був Олег Оріщенко, який до того працював заступником директора Харківської філармонії. А у 2008—2013 роках — Любов Морозко, історик за освітою, після звільнення з посади очолила Харківський вищий коледж мистецтв.
Протягом театрального сезону на сцені театру проводиться понад 270 власних спектаклів. Театральна трупа станом на 2019 рік складається з понад 300 артистів, а всього у театрі працює майже 750 осіб
- Керівництво:
- Директор театру — Тулузов Ігор Георгійович
- Головний режисер — Калоян Армен Мігранович
- Головний диригент Морозов Дмитро Петрович
- Головний балетмейстер Коливанова Світлана Іванівна
- Завідувачка балетної трупи Ладигіна Ірина Вікторівна
- Художній керівник балету Радієвська Антоніна Анатоліївна
- Головний хормейстер — Заслужений діяч мистецтв України — Чернікін Олексій Володимирович.
- Опера:
- Заслужена артистка України Тамара Гармаш (сопрано);
- Заслужена артистка України Олена Старікова (сопрано);
- Заслужена артистка України Алла Мишакова (сопрано);
- Заслужена артистка України Олена Ширяєва (сопрано);
- Заслужений артист України Сергій Гонтовий (тенор);
- Заслужений артист України Олексій Сребницький (тенор);
- Заслужена артистка України Лілія Кутищева (мецо-сопрано);
- Заслужений артист України Дмитро Маклюк (баритон);
- Заслужений артист України Володимир Козлов (баритон);
- Заслужений артист України Олександр Лапін (баритон);
- Лауреат міжнародних конкурсів Юлія Піскун (сопрано);
- Лауреат міжнародних конкурсів Вероніка Шут (сопрано);
- Дипломант міжнародних конкурсів Юлія Форсюк (сопрано);
- Лауреат міжнародних конкурсів Юлія Антонова (сопрано);
- Дипломант міжнародного конкурсу Олеся Мишаріна (сопрано);
- Дипломант міжнародного конкурсу В'ячеслав Стрелков (бас);
- Лауреат міжнародного конкурсу вокалістів Анна Помпєєва (сопрано);
- Дипломант міжнародних конкурсів Вікторія Житкова (мецо-сопрано);
- Лауреат міжнародного конкурсу Вероніка Коваль (мецо-сопрано);
- Лауреат міжнародного конкурсу Наталія Матвєєва (мецо-сопрано);
- Лауреат національних і дипломант міжнародних конкурсів Валерія Мудра (мецо-сопрано);
- Лауреат міжнародного конкурсу Микита Маринчак (баритон);
- Лауреат міжнародного конкурсу Андрій Калюжний (бас)
- Лауреат міжнародних конкурсів Сергій Замицький (бас)
- Лауреат міжнародних конкурсів Євгеній Лисицький (баритон);
- Лауреат міжнародних конкурсів Олександр Золотаренко (тенор);
- Лауреат міжнародного конкурсу Ігор Бондаренко (тенор);
- Лауреат міжнародних конкурсів Максим Ворочек (тенор);

- Марія Раткова (мецо-сопрано-контральто);
- Роман Гордєєв (тенор);
- Анатолій Косінов (баритон);
- Ігор Корнатовський (тенор);
- Сергій Леденьов (тенор);
- Костянтин Улибін (бас);
- Сергій Крижненко (бас);
- Юрій Кудрявцев (бас).

- Балет:
- Завідувачка балетної трупи Ладигіна Ірина Вікторівна;
- Заслужена артистка України Радієвська Антоніна Анатоліївна;

- Заслужена артистка України Любов Маркова (асистент балетмейстера);
- Заслужена артистка України Інна Дорофеєва (балетмейстер-постановник);
- Заслужена артистка України Олена Шевцова (солістка балету);
- Заслужений артист України Денис Панченко (соліст балету);
- Лауреат міжнародних конкурсів Олексій Князьков (соліст балету);
- Заслужена артистка України Ірина Хандажевська (солістка балету);
- Лауреат міжнародних конкурсів Карина Шатковська (артистка балету);
- Лариса Грицай (артистка балету);

- Михайло Абраменко артист балету

- Юлія Барбашова артистка балету
- Назар Дурдиєв артист балету
- Микола Джура артист балету
- Крістіна Кадашевич артистка балету
- Аліса Коршунова артистка балету
- Оксана Кучеренко артистка балету
- Олена Мацакова артистка балету
- Ольга Мозир артистка балету
- Катерина Нагорська артистка балету
- Олександра Найдьонова артистка балету
- Тетяна Остроушко артистка балету
- Ярослава Сіряченко артистка балету
- Роман Тараненко артист балету
- Алла Троїцька артистка балету
- Ія Хованова артистка балету
- Анна Чечина артистка балету
- Олександра Шахова артистка балету
- Музичний керівник: Заслужений артист України Віктор Плоскіна
- Диригенти:
- Заслужений діяч мистецтв України Віталий Куценко
- Олександр Голобородько
- Юрій Яковенко
- Павло Багинський
- Головний художник: Заслужений художник України Надія Швець.
- Режисери: Олексій Дугінов, Армен Калоян.

## Відомі люди, що працювали в театрі
- Солісти опери: А. Азрікан, В. Арканова, П. Білинник, В. Будневич, Т. Бурцева, О. Виноградова, І. Воликівська, М. Гришко, Б. Гмиря, Г. Донец, М. Донець-Тессейр, А. Дубінін, І. Журіна, Ю. Кипоренко-Доманський, М. Коваль, І. Козловський, А. Левицька, Ю. Лозинська, М. Литвиненко-Вольгемут, М. Манойло, М. Микиша, Л. Морозова-Тарасова, А. Оголивець, М. Пастер, Л. Попова, І. Паторжинський, М. Рейзен, Олена Романенко, О. Ропська, Л. Сергієнко, П. Строганов, М. Суховольська, П. Цесевич, Л. Цуркан, Є. Червонюк, К. Шаша, М. Щерб, І. Яценко та інші.
- Солісти балету: В. Дуленко, А. Яригіна, О. Байкова, Н. Васильєва, Н. Виноградова, О. Ширай-Литвиненко, О. Соболь, Е. Бараник, П. Павлов-Кивко, С. Коливанова, Т. Попеску, В. Маркова,  Л. Марков та інші.
- Балетмейстери: К. Голейзовський, П. Вірський, М. Мойсеєв, П. Йоркин, В. Литвиненко, І. Ковтунов, І. Арбатов.
- Диригенти: О. Брон, Л. Штейнберг, А. Пазовський, В. Тольба, Є. Дущенко, Віктор Мутін, Л. Джурмій, І. Зак, Ізраїль Штейман, А. Рудницький; А. Калабухін, А. Людмилін.
- Художники, декоратори: А. Петрицький, О. Хвостенко-Хвостов, І. Назаров, Д. Овчаренко, Л. Братченко, Г. Батий.
- Режисери: М. Авах, М. Боголюбов, С. Каргальський, Ю. Лєков, О. Коломійцев, Д. Смолич, М. Фореггер, М. Стефанович, В. Скляренко, Л. Куколєв, Ігор Черничко, Володимир Лукашев (довгий час був головним режисером).

## Галерея

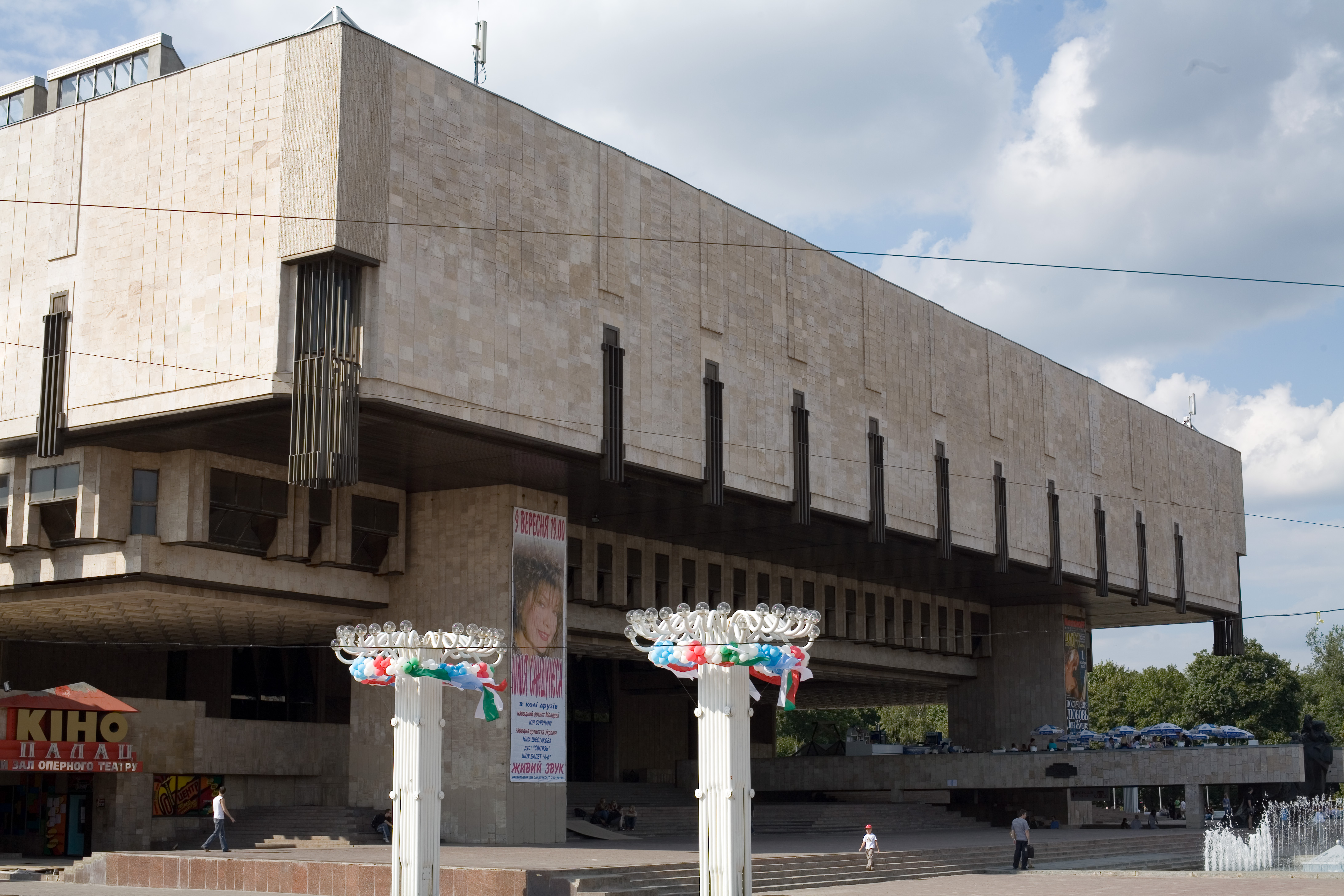
Фотографія фасаду театру з боку вулиці Скрипника
Площа фонтанів перед ХНАТОБом
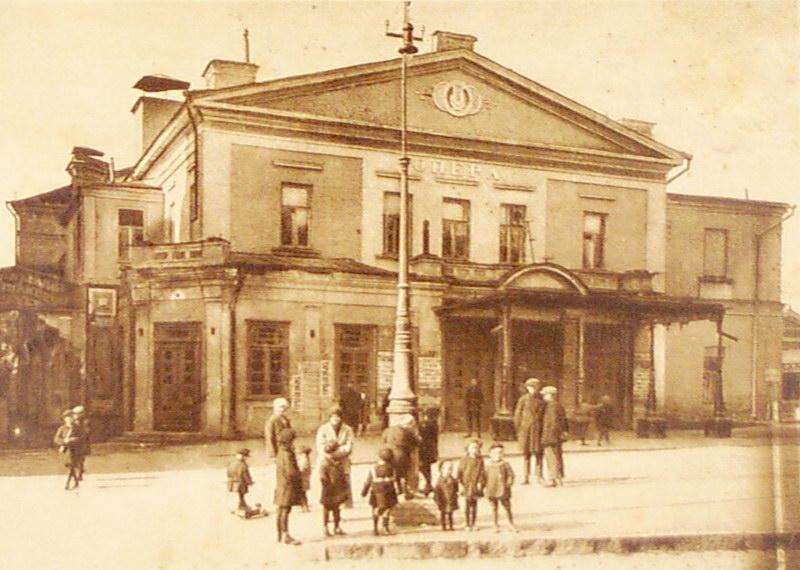
Старий будинок до реконструкції 1930-х років
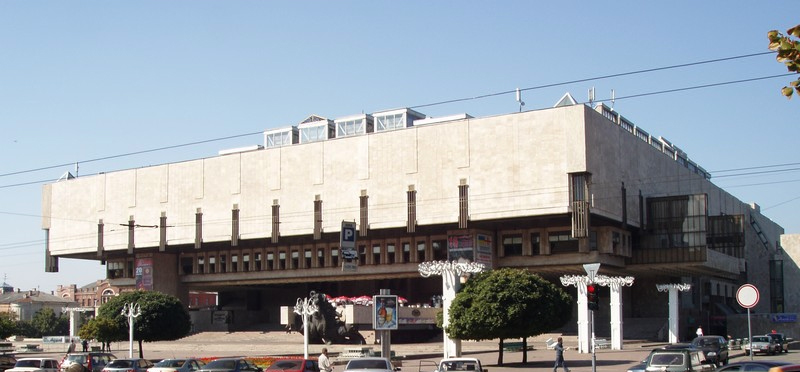
Новий будинок театру
Фронтальний загал